# Neoneura rubriventris
Neoneura rubriventris là loài chuồn chuồn trong họ Protoneuridae. Loài này được Selys mô tả khoa học đầu tiên năm 1860.